# طلسم (افسون)
طلسم (انگلیسی: Incantation) ،  یک فرمول جادویی است که برای ایجاد یک اثر جادویی روی یک شخص یا اشیاء در نظر گرفته شده است. فرمول را می توان گفت،  به شکل سرود خواند و یا در مراسم آیینها یا نمازها نیز می‌توان فحاشی کرد. در دنیای جادو، جادوگران، افسونگران و پری‌ها ظاهراً طلسم می‌کنند.